# 毋煚
毋煚（？—？），河南洛阳人，唐朝官员、史學家、目录学家，官至鄠县尉。

## 生平
開元三年，唐玄宗詔左散骑常侍褚无量、秘書監馬懷素整理内库书籍，于丽正殿編四部次圖書。懷素乃奏用元行冲、齐浣、王珣、吴兢、殷践猷、王惬、韋述、余钦、毋煚、刘彦真、王湾、刘仲等二十六人，同於秘閣詳錄四部書，五年后于开元九年（721年）始成《群书四部录》二百卷。后毋煚又略为四十卷，名为《古今书录》，书中收录大约五万一千八百五十二卷图书，每部皆有小序，每书皆注撰人名氏，有解释、论述。不久去世。